# Hôtel de Girancourt
L'hôtel de Girancourt est un hôtel particulier situé à Rouen, en France.

## Localisation
L'hôtel de Girancourt est situé dans le département français de la Seine-Maritime, sur la commune de Rouen, au 48 rue Saint-Patrice.

## Historique
En 1943-1945, l'architecte Joseph Marrast intervient sur le mobilier et les aménagements intérieurs de l'hôtel.
Les façades et toitures sont classées au titre des monuments historiques en 1945.